# Giro dell'Emilia 1979
Il Giro dell'Emilia 1979, sessantaduesima edizione della corsa, si svolse il 4 ottobre 1979 su un percorso di 240 km. La vittoria fu appannaggio dell'italiano Francesco Moser, che completò il percorso in 6h01'00", precedendo i connazionali Pierino Gavazzi e Silvano Contini.
Sul traguardo di Bologna almeno 24 ciclisti, su 114 partiti dalla medesima località, portarono a termine la competizione. 

## Ordine d'arrivo (Top 10)
| Pos. | Corridore                | Squadra             | Tempo    |
| ---- | ------------------------ | ------------------- | -------- |
| 1    | Francesco Moser          | Sanson-Luxor TV     | 6h01'00" |
| 2    | Pierino Gavazzi          | Zonca-Santini       | s.t.     |
| 3    | Silvano Contini          | Bianchi-Faema       | s.t.     |
| 4    | Mario Beccia             | Mecap-Hoonved       | s.t.     |
| 5    | Roberto Ceruti           | Magniflex-Famcucine | s.t.     |
| 6    | Clyde Sefton             | Zonca-Santini       | s.t.     |
| 7    | Gianbattista Baronchelli | Magniflex-Famcucine | s.t.     |
| 8    | Bruno Wolfer             | Zonca-Santini       | s.t.     |
| 9    | Alfio Vandi              | Magniflex-Famcucine | s.t.     |
| 10   | Giuseppe Saronni         | Scic-Bottecchia     | s.t.     |